# 4922 Leshin
A 4922 Leshin (ideiglenes jelöléssel 1981 EH4) a Naprendszer kisbolygóövében található aszteroida. Schelte J. Bus fedezte fel 1981. március 2-án.